# Дністровська сільська рада
Дністровська сільська́ ра́да — адміністративно-територіальна одиниця та орган місцевого самоврядування в Борщівському районі Тернопільської області. Адміністративний центр — село Дністрове.

## Загальні відомості
- Територія ради: 2,951 км²
- Населення ради: 757 осіб (станом на 2001 рік)
- Територією ради протікає річка Дністер

## Населені пункти
Сільській раді були підпорядковані населені пункти:
- с. Дністрове

## Населення
Згідно з переписом УРСР 1989 року чисельність наявного населення сільської ради становила 761 особа, з яких 348 чоловіків та 413 жінок.
За переписом населення України 2001 року в сільській раді мешкало 750 осіб.

### Мова
Розподіл населення за рідною мовою за даними перепису 2001 року:
| Мова       | Відсоток |
| ---------- | -------- |
| українська | 99,87 %  |
| російська  | 0,13 %   |

## Склад ради
Рада складалася з 15 депутатів та голови.
- Голова ради:
- Секретар ради: Григірчик Марія Петрівна

### Керівний склад попередніх скликань
| Прізвище, ім'я, по батькові | Основні відомості                                    | Дата обрання | Дата звільнення |
| --------------------------- | ---------------------------------------------------- | ------------ | --------------- |
| Чорний Володимир Іванович   | Сільський голова, 1967 року народження, безпартійний | 26.03.2006   | 31.10.2010      |

Примітка: таблиця складена за даними сайту Верховної Ради України

### Депутати
За результатами місцевих виборів 2010 року депутатами ради стали:

#### За суб'єктами висування
| Суб'єкт висування | Кількість обраних депутатів | %    |
| ----------------- | --------------------------- | ---- |
| Самовисування     | 14                          | 93,3 |
| Народна партія    | 1                           | 6,7  |

#### За округами
| № округу       | Прізвище, ім'я, по батькові    | Дата визнання обраним | Освіта             | Партійна приналежність | Відомості про обраного депутата                                        |
| -------------- | ------------------------------ | --------------------- | ------------------ | ---------------------- | ---------------------------------------------------------------------- |
| Народна Партія |                                |                       |                    |                        |                                                                        |
| 9              | Бойко Володимир Іванович       | 02.11.2010            | середня спеціальна | член Народної партії   | Борщівське УПСЗН, соціальний працівник                                 |
| Самовисування  |                                |                       |                    |                        |                                                                        |
| 1              | Кравець Володимир Іванович     | 02.11.2010            | середня спеціальна | позапартійний          | тимчасово не працює                                                    |
| 2              | Городенський Василь Матвійович | 02.11.2010            | середня спеціальна | позапартійний          | пенсіонер                                                              |
| 3              | Сокирко Василь Михайлович      | 02.11.2010            | вища               | позапартійний          | Кам'янець-Подільський національний університет ім. І. Огієнка, студент |
| 4              | Зазуля Віталій Петрович        | 02.11.2010            | вища               | позапартійний          | тимчасово не працює                                                    |
| 5              | Костенчук Іван Михайлович      | 02.11.2010            | середня спеціальна | позапартійний          | Борщівський автопарк, водій                                            |
| 6              | Каденюк Богдан Іванович        | 02.11.2010            | середня            | позапартійний          | тимчасово не працює                                                    |
| 7              | Гаврилюк Микола Степанович     | 02.11.2010            | середня спеціальна | позапартійний          | тимчасово не працює                                                    |
| 8              | Романишин Світлана Миколаївна  | 02.11.2010            | середня спеціальна | позапартійна           | приватний підприємець, продавець                                       |
| 10             | Григірчек Марія Петрівна       | 02.11.2010            | середня спеціальна | позапартійна           | Дністровська сільська рада, секретар                                   |
| 11             | Злочовський Микола Миколайович | 02.11.2010            | середня спеціальна | позапартійний          | тимчасово не працює                                                    |
| 12             | Синовіцький Дмитро Васильович  | 02.11.2010            | середня спеціальна | позапартійний          | тимчасово не працює                                                    |
| 13             | Кривецький Михайло Васильович  | 02.11.2010            | середня спеціальна | позапартійний          | фермерське господарство «Кривецьких», працівник                        |
| 14             | Лесюк Тарас Іванович           | 02.11.2010            | вища               | позапартійний          | Кам'янець-Подільський національний університет ім. І. Огієнка, студент |
| 15             | Ганюк Володимир Володимирович  | 02.11.2010            | середня спеціальна | позапартійний          | тимчасово не працює                                                    |